# X für ’e U
X für ’e U (Kölsch für „X für ein U“) ist das achte Studioalbum der Kölner Rockband BAP. Es erschien 1990 bei EMI Electrola und war vom 23. November bis 2. Dezember 1990 für eine Woche auf Platz eins der deutschen Albumcharts.
BAP ging für die Aufnahmen, wie bereits beim Vorgänger, wieder in das I.C.P.-Studio in Brüssel. Doch diesmal wurde die Produktion nicht komplett in Eigenregie, sondern mit Hilfe des Toningenieurs Phil Delire umgesetzt.

## Inhalt
Die Stücke auf X für ’e U waren im Gegensatz zu den beiden Vorgängeralben musikalisch abwechslungsreicher. So wurde der BAP-typische Mix aus rockigen Liedern wie Denn mer sinn widder wer, Vis À Vis, Happy End, Wat, usser Rock’n’Roll ? und Domohls, sowie den Balladen Alles em Lot, Sie määt süchtig und Griefbar noh, um bluesige Töne in Bleifooss, einer Prise Bob Dylan inklusive Mundharmonika in Freio und dem sehr orchesterlastigen Land en Sicht ergänzt. Trotz vieler Rocksongs klingt das Album im Vergleich zu bisherigen BAP-Alben keyboardlastig.
Auch die Texte haben wieder einen eher positiven Grundton und handeln überwiegend von Zwischenmenschlichem bzw. Alltäglichem. Dies ist speziell in Liebesliedern wie Sie määt süchtig  zu hören.
Lediglich Denn mer sinn widder wer beäugt kritisch das mit der deutschen Einheit aufkommende Nationalbewusstsein der Deutschen. In den Liedern (Land en Sicht, Wat, usser Rock’n’Roll ?) arbeitet Wolfgang Niedecken nochmals die Trennung von seiner Frau Carmen auf. Speziell die erste Single Alles em Lot zieht dort einen versöhnlichen Schlussstrich. Niedecken äußerte sich im Rückblick negativ über Alles em Lot, das auf Betreiben anderer Bandmitglieder auf Radiotauglichkeit produziert worden sei und das er deshalb gehasst habe: "Ich habe den Text geschrieben, mit der Musik hatte ich nichts zu tun, das war ein Pastiche von irgendwas mit Phil Collins".

## Titelliste
1. Denn mer sinn widder wer – (K. Heuser, W. Niedecken) – 5:23
2. Vis À Vis – (K. Heuser, W. Niedecken) – 4:55
3. Bleifooss – (K. Heuser, W. Niedecken) – 5:10
4. Alles em Lot – (K. Heuser, W. Niedecken) – 5:00
5. Happy End – (K. Heuser, W. Niedecken) – 4:15
6. Freio – (K. Heuser, W. Niedecken) – 4:52
7. Sie määt süchtig – (W. Niedecken, A. Büchel, S. Borg) – 4:16
8. Wat, usser Rock ’n’ Roll? – (K. Heuser, W. Niedecken) – 5:15
9. Domohls – (K. Heuser, W. Niedecken) – 4:52
10. Griefbar noh – (W. Niedecken, A. Büchel, S. Borg) – 5:32
11. Land en Sicht – (W. Niedecken, A. Büchel, S. Borg, H. Steingen) – 5:28

Land en Sicht war nur auf der MC und CD, nicht jedoch auf der LP.
Auf der Erstausgabe befinden sich die Titel 1–5 auf der X-Seite und 6–10 auf der U-Seite.

## Neuveröffentlichung 2006
Das Album erschien am 25. August 2006 erneut bei EMI als „Digital Remastered CD“ mit einer zweiten CD, die folgendes Bonusmaterial enthielt:
1. Häzzbloot (Ur-Version, Demo mit W. Niedecken, A. Büchel, V. Nikitakis) – (W. Niedecken)
2. Müssjöh Kathedrale (Ur-Version, Demo mit W. Niedecken, A. Büchel, V. Nikitakis) – (W. Niedecken)
3. Griefbar noh (Ur-Version, Demo mit W. Niedecken, A. Büchel, V. Nikitakis) – (W. Niedecken, A. Büchel, S. Borg)
4. Waade op ´ne Fründ (Live, Ich stelle mich, WDR Köln, 1990) – (M. Jagger, K. Richard; Deutscher Spezialtext: W. Niedecken)
5. Bläck Fööss-Band (Bläck Fööss feat. Millowitsch, Niedecken, Heuser.. 1990) – (K. Heuser, W. Niedecken)
6. Sibbzehn Froore (Single-B-Seite) – (A. Büchel, W. Niedecken)
7. Ex, hopp & weg (vom Album „Affrocke“, Live, 1991) – (C. James, D. Burgess)
8. Heroes (vom Album „Affrocke“, Live, 1991) – (D. Bowie; B. Eno)

## Single-Auskopplungen
1. Alles em Lot / Domohls
2. Vis à Vis / Griefbar noh
3. Sie määt süchtig / Happy End

## X-für-’e-U-Tour 1990/91
Auch die Tournee 1991 wurde in mehreren Teilen durchgeführt. Kurz nach der Vollendung der deutschen Einheit standen im Januar 1991 zunächst die ersten Konzerte der Band auf dem Gebiet der ehemaligen DDR auf dem Programm. Anschließend ging BAP in Westdeutschland auf Club-Tour und absolvierte eine Reihe von Auftritten in beschaulichem Rahmen, zumeist in kleinen Hallen. Das Konzert im Kölner E-Werk wurde aufgezeichnet und später auf dem Album ...affrocke!! veröffentlicht.
Im Mai und Juni 1991 folgte eine Tournee ausschließlich durch die größten deutschen Konzerthallen und bei verschiedenen Open-Air-Festivals. Als Gast bei den Konzerten trat Julian Dawson auf.